# Simple Plan
Simple Plan is een Canadese poppunkband uit Montreal, gevormd in 1999. De bekendste nummers van de band zijn Summer Paradise, Jet Lag, Welcome to My Life,  Your Love Is a Lie en Untitled.

## Geschiedenis

### Het begin
In 1993 richtten richtten Pierre Bouvier en Charles-André "Chuck" Comeau op 14-jarige leeftijd de band Reset op, samen met Philippe Jolicoeur en Adrian White. Na een album besloot Comeau zich op zijn studie te richten. Twee jaar later werd een nieuwe band opgericht, samen met Sebastien Lefebvre en Jeff Stinco. Comeau vroeg Bouvier om zich bij de nieuwe band te voegen, waarna David Desrosiers de plaats van Bouvier in Reset overnam die kort daarna terugkeerde.

### Vervolg
De band toerde op grote tournees zoals Warped Tour 2001. In 2002 kwam het eerste album No Pads, No Helmets... Just Balls uit. Ze werden hierbij bijgestaan door onder andere Joel Madden van Good Charlotte en Mark Hoppus van Blink-182. De plaat had vooral in Canada, delen van de Verenigde Staten en Japan succes. De eerste single I'm Just a Kid was succesvol. Na het eerste album wonnen ze ook de MuchMusic Video Award for People’s Choice als "Favourite Canadian Group". In 2004 kwam tweede album Still Not Getting Any... uit, waarop Welcome to My Life stond die een Nederlandse Top 40-notering behaalde.

### Simple Plan
In 2007 rondde de band zijn derde studioalbum af en in 2008 kwam Simple Plan met als leadsingle When I'm Gone uit. Als tweede single werd Your Love Is a Lie gekozen, de best presterende single in de Top 40. Op 24 oktober 2008 ging Simple Plans derde single Save You in première. Het lied is opgedragen aan Pierres broer, Jay Bouvier, die in 2006 gediagnosticeerd werd met kanker en overleefde. Er werd een speciale website rondom het nummer opgericht waarop mensen hun ervaringen konden delen, later werd er nog een vierde single gekozen: Take my hand.

### Het vierde album
Op 18 november 2010 kondigde Simple Plan aan dat ze na lange tijd hun vierde album hadden voltooid. Het album Get Your Heart On! kwam 21 juni 2011 uit met Can't Keep My Hands Off You, Jet Lag met Natasha Bedingfield als gastzangeres, Astronaut, en Summer Paradise (met K'naan en Sean Paul als gastzangers) als singles. Het liedje This Song Saved My Life is een van de opmerkelijkste nummers op dit nieuwe album : deze song werd geschreven voor en door de fans, die op Twitter zelf stukken tekst of korte boodschappen konden insturen, de band maakte hier dan zelf een nummer van. Ondanks het feit dat deze song niet als single uitgebracht werd, werd er wel een videoclip voor opgenomen.

### Biografie
In november en december 2012 bracht de groep ook een biografie van 300 pagina's uit. Hierin zijn teksten terug te vinden geschreven door de bandleden zelf, wetenswaardigheden, informatie over het ontstaan van de groep en exclusieve foto's. Het boek werd uitgebracht in het Frans en het Engels en heet Simple Plan: The Official Story of Simple Plan: L'histoire Officielle. De biografie verscheen bij La Presse.

### Nieuwe ep en vijfde album
In november 2014 bracht de band een ep met zeven nieuwe tracks. Deze nummers werden geschreven voor het album Get Your Heart On maar kwamen er uiteindelijk niet op terecht. Op 24 december 2013 zette de band zelf een volledig liveconcert op YouTube. Het was aanvankelijk de bedoeling een live-dvd uit te brengen maar die kwam er dus niet.

## Optredens in België en Nederland

### België
Simple Plan trad voor de eerste keer op in België op Rock Werchter in 2005. Hun eerste Belgische concert vond plaats in de Ancienne Belgique op 3 november 2008. 12 september 2011 keerde groep voor het eerst sinds bijna 3 jaar terug naar België voor een optreden in de concertzaal Vooruit in Gent. Ook in 2012 kwam Simple Plan naar België. De groep trad op 29 april op bij het festival Groezrock in Meerhout. Na een periode van 3 jaar kwam Simple Plan op 25 augustus 2015 naar het Antwerpse Rivierenhof. In 2022 trok de band naar Vorst Nationaal in Brussel als special guest voor de tour van Sum41.

### Nederland
Simple Plan kwam in 2011 en 2012 naast België ook naar Nederland. Daarvoor had de groep al enkele keren in het land opgetreden. Simple Plan heeft op 26 augustus 2015 in Paradiso in Amsterdam opgetreden. Daarna heeft de band nog een optreden in Nederland gegeven op 9 mei 2016 in Groningen en op 18 oktober 2022 in 013 in Tilburg, als supporting act voor Sum 41.

## Muziekstijl
Op het eerste album No Pads, No Helmets...Just Balls is de muziekstijl van de band vooral te beschrijven als poppunk en punkrock. Er zijn sterke invloeden van bands als Bad Religion (er staat ook een cover van het nummer American Jesus van deze band op het album), Blink-182 (zanger Mark Hoppus zingt mee op I'd Do Anything), The Offspring en Good Charlotte.
Op het tweede album Still Not Getting Any... evolueert de sound naar een hardere sound met duidelijke rockinvloeden. De producer voor dit album was dan ook Bob Rock, die ook Metallica produceerde.
Het derde naamloze album kenmerkt zich door de intrede van synthesizers en andere elektronische muziekelementen. Ook wordt er gebruikgemaakt van blaasinstrumenten. De stijl is opvallend veel donkerder. Het album werd dan ook uitgebracht op het moment dat verschillende bandleden problemen kenden in hun privéleven. De bandleden zeiden achteraf zelfs minder tevreden te zijn over dit album. Ze vonden dat ze zichzelf te serieus genomen hadden.
Het vierde en voorlopig laatste volwaardige album is de band duidelijk opnieuw van stijl gewijzigd: de vaak donkere nummers op het vorige album zijn ingewisseld voor licht verteerbare nummers. Ook de onderwerpen zijn beduidend minder zwaar. De band zei bewust deze twist gegeven te hebben omdat ze zichzelf niet meer herkenden op het vorige album. In Get Your Heart On! keert de band dan ook eerder terug naar de stijl uit de begindagen. Wel blijven synthesizers aanwezig en de stijl evolueert meer naar pop. Ook op de ep Get Your Heart On! The Second Coming! wordt deze lijn doorgetrokken.

## Bezetting
- Pierre Bouvier - leadzang (1999-heden), basgitaar (1999-2000, 2020-heden)
- Chuck Comeau - drum, percussie (1999-heden)
- Sébastien Lefebvre - slaggitaar, achtergrondzang (1999-heden)
- Jeff Stinco - leadgitaar (1999-heden)

### Voormalige leden
- David Desrosiers - basgitaar, achtergrondzang (2000-2020)

## Discografie

### Albums
| Album met eventuele hitnotering(en) in de Nederlandse Album Top 100 | Datum van verschijnen | Datum van binnenkomst | Hoogste positie | Aantal weken | Opmerkingen                        |
| ------------------------------------------------------------------- | --------------------- | --------------------- | --------------- | ------------ | ---------------------------------- |
| No Pads, No Helmets... Just Balls                                   | 19-03-2002            | -                     |                 |              | Debuutalbum                        |
| Live in Japan 2002                                                  | 21-01-2003            | -                     |                 |              | Livealbum                          |
| Live in Anaheim                                                     | 21-02-2004            | -                     |                 |              | Livealbum                          |
| Still Not Getting Any...                                            | 25-02-2005            | 07-05-2005            | 32              | 14           |                                    |
| MTV Hard Rock Live                                                  | 30-09-2005            | -                     |                 |              | Livealbum                          |
| Simple Plan                                                         | 08-02-2008            | 16-02-2008            | 43              | 4            |                                    |
| Get Your Heart On!                                                  | 17-06-2011            | 25-06-2011            | 36              | 3            |                                    |
| Get Your Heart On - The Second Coming!                              | 29-11-2013            | -                     |                 |              | EP                                 |
| Taking One for the Team                                             | 19-02-2016            | 27-02-2016            | 59              | 1            | Laatste album met David Desrosiers |
| Harder Than It Looks                                                | 06-05-2022            | -                     |                 |              |                                    |

| Album met hitnotering(en) in de Vlaamse Ultratop 200 albums | Datum van verschijnen | Datum van binnenkomst | Hoogste positie | Aantal weken | Opmerkingen |
| ----------------------------------------------------------- | --------------------- | --------------------- | --------------- | ------------ | ----------- |
| Still not getting any...                                    | 2005                  | 07-05-2005            | 37              | 18           |             |
| Simple Plan                                                 | 2008                  | 16-02-2008            | 32              | 7            |             |
| Get your heart on!                                          | 2011                  | 25-06-2011            | 75              | 2            |             |

### Singles
| Single met eventuele hitnotering(en) in de Nederlandse Top 40 | Datum van verschijnen | Datum van binnenkomst | Hoogste positie | Aantal weken | Opmerkingen                                               |
| ------------------------------------------------------------- | --------------------- | --------------------- | --------------- | ------------ | --------------------------------------------------------- |
| I'm just a kid                                                | 19-02-2002            | -                     |                 |              |                                                           |
| I'd do anything                                               | 08-10-2002            | -                     |                 |              |                                                           |
| Addicted                                                      | 03-06-2003            | -                     |                 |              |                                                           |
| Perfect                                                       | 26-08-2003            | -                     |                 |              |                                                           |
| Don't wanna think about you                                   | 02-03-2004            | -                     |                 |              |                                                           |
| Shut up!                                                      | 22-02-2005            | 12-03-2005            | tip3            | -            | Nr. 35 in de Single Top 100                               |
| Welcome to my life                                            | 12-09-2004            | 18-06-2005            | 26              | 5            | Nr. 39 in de Single Top 100                               |
| Untitled (How Could This Happen to Me?)                       | 01-04-2005            | 14-01-2006            | 36              | 3            | Nr. 51 in de Single Top 100                               |
| Crazy                                                         | 18-10-2005            | -                     |                 |              |                                                           |
| Perfect World                                                 | 2006                  | -                     |                 |              |                                                           |
| When I'm gone                                                 | 25-01-2008            | -                     |                 |              | Nr. 78 in de Single Top 100                               |
| Your love is a lie                                            | 16-04-2008            | 26-04-2008            | 17              | 9            | Nr. 88 in de Single Top 100 / Alarmschijf                 |
| Save you                                                      | 2008                  | -                     |                 |              |                                                           |
| Jet lag                                                       | 25-04-2011            | 11-06-2011            | 19              | 11           | met Natasha Bedingfield / Nr. 81 in de Single Top 100     |
| Summer paradise                                               | 28-02-2012            | 28-04-2012            | 7               | 15           | met Sean Paul / Nr. 22 in de Single Top 100 / Alarmschijf |

| Single met hitnotering(en) in de Vlaamse Ultratop 50 | Datum van verschijnen | Datum van binnenkomst | Hoogste positie | Aantal weken | Opmerkingen                                   |
| ---------------------------------------------------- | --------------------- | --------------------- | --------------- | ------------ | --------------------------------------------- |
| Welcome to my life                                   | 2004                  | 28-05-2005            | tip8            | -            |                                               |
| When I'm gone                                        | 2008                  | 02-02-2008            | tip12           | -            |                                               |
| Your love is a lie                                   | 2008                  | 10-05-2008            | tip2            | -            |                                               |
| Jet lag                                              | 2011                  | 23-07-2011            | tip39           | -            | met Natasha Bedingfield                       |
| Astronaut                                            | 2012                  | 21-01-2012            | tip68           | -            |                                               |
| Summer paradise                                      | 2012                  | 26-05-2012            | 24              | 13           | samenwerking met Sean Paul                    |
| Saturday                                             | 2015                  |                       |                 |              |                                               |
| I Don't Wanna Go To Bed                              | 2015                  |                       |                 |              | samenwerking met Nelly                        |
| I Don't Wanna Be Sad                                 | 2015                  |                       |                 |              |                                               |
| Boom!                                                | 2015                  |                       |                 |              |                                               |
| Opinion Overload                                     | 2016                  |                       |                 |              |                                               |
| Singing In The Rain                                  | 2016                  |                       |                 |              |                                               |
| Christmas Everyday                                   | 2016                  |                       |                 |              |                                               |
| Where I Belong                                       | 11-10-2019            |                       |                 |              | samenwerking met State Champs en We The Kings |
| Iconic                                               | 2023                  |                       |                 |              | samenwerking met Jax                          |